# Pooh's Grand Adventure: The Search for Christopher Robin
Pooh's Grand Adventure: The Search for Christopher Robin (A Maior Aventura do Ursinho Puff, no Brasil; A Maior Aventura de Winnie the Pooh, em Portugal) é um filme de animação de longa metragem do Ursinho Puff feito pela Disney e lançado diretamente em vídeo. Este filme é a sequência de The Many Adventures of Winnie the Pooh, mas, ao contrário deste, Pooh's Grand Adventure: The Search for Christopher Robin é um filme com apenas uma história, não um conjunto de histórias curtas como seu antecessor. Por causa disto o filme foi, de fato, na época, a maior aventura do Ursinho Puff.

## Personagens (elenco)
| Personagem                                                 | Original                                         | Original em japonês                            | Dublador e Cantor Brasileiro                                                    | Dobrador Português       |
| ---------------------------------------------------------- | ------------------------------------------------ | ---------------------------------------------- | ------------------------------------------------------------------------------- | ------------------------ |
| Ursinho Pooh / Winnie the Pooh                             | Jim Cummings                                     | Shun Yashiro                                   | Marcelo Coutinho (Voz e Canções)                                                | Rui Mendes               |
| Christopher Robin / Christopher Robin                      | Brady Bluhm Frankie J. Galasso (Voz Para Cantar) | Kaya Shirao                                    | Dudu Fevereiro (Voz e Canções)                                                  | Jasmim Castro            |
| Leitão / Piglet                                            | John Fiedler Steve Schatzberg (Voz Para Cantar)  | Kiyoshi Komiyama                               | Oberdan Júnior (Voz) e Marcelo Coutinho (Canções)                               | André Maia               |
| Tigrão / Tigger                                            | Paul Winchell Jim Cummings (Voz Para Cantar)     | Tesshō Genda                                   | Isaac Bardavid (Voz) e Mauro Ramos (Canções)                                    | Carlos Freixo            |
| Coelho / Rabbit                                            | Ken Sansom Jess Harnell (Voz Para Cantar)        | Naoki Tatsuta                                  | Miguel Rosenberg (Voz e Canção) e Pedro Lopes - Pedro de Saint Germain (Canção) | Octávio Matos            |
| Ió / Eeyore                                                | Peter Cullen Dylan Watson (Voz Para Cantar)      | Tarō Ishida                                    | Luiz Brandão (Voz) e Maurício Luz (Canção)                                      | Luís Mascarenhas         |
| Corujão (creditado como Coruja na versão brasileira) / Owl | Andre Stojka                                     | Ryōichi Fukuzawa (Canção) e Toshiya Ueda (Voz) | Orlando Drummond (Voz) e Mauro Ramos (Canções)                                  | António Montez           |
| Narrador / Narrator                                        | David Warner                                     | Shin Aomori                                    | Domício Costa                                                                   | Carlos Vieira de Almeida |

## Enredo
No último dia de um verão dourado, Christopher Robin tentava contar algo importante e aparentemente ruim para seu amigo, o Ursinho Pooh, porém Pooh não prestou atenção e tudo que Christopher Robin conseguiu dizer foi que, caso um dia, ele e Pooh se separassem, havia três coisas de que ele precisava lembrar:
- Você é mais corajoso do que acredita
- Mais forte do que parece
- E mais esperto do que pensa

Pooh foi dormir e esqueceu completamente de se lembrar dessas coisas.
No dia seguinte, o primeiro dia de outono, Pooh resolveu chamar Christopher Robin para comemorar. Porém não o encontrou, encontrou apenas um pote de mel com um bilhete. Quando Pooh percebeu a presença do bilhete, ele já havia lambuzado-o de mel, tornando difícil de ler o que estava escrito. Pooh e seus amigos resolveram ir à casa do Corujão, pois ele era o único no Bosque que sabia ler. Porém o mel dificultou a leitura. O bilhete originalmente dizia:
- Caro Pooh, não se preocupe comigo, não vou longe. Só pra aula. Volto de tarde. Aproveite o mel. Assinado: Christopher Robin.

Porém Corujão leu assim:
- Caro Pooh, se preocupe comigo, vou muito longe. Para a Jaula, é tarde. Assinado: Christopher Robin.

Deduzindo que a tal "Jaula" era um local horrível e perigoso guardado por um monstro denominado "jaulossauro", Corujão rapidamente fez um mapa do local e Pooh, Leitão, Coelho, Ió e Tigrão foram resgatar Christopher Robin.
Durante a busca, eles foram às partes mais longínquas do Bosque dos 100 Acres, enfrentando espinheiros, penhascos, cavernas e ventos fortes que acabaram cortando o mapa em dois. No final eles se encontraram totalmente perdidos e sem ter a menor ideia de para onde ir, e decidiram dormir em uma enorme caverna. No dia seguinte, Leitão percebeu horrorizado que a caverna era exatamente como Corujão havia descrito a Jaula, portanto todos deduziram que Christopher Robin está  em algum lugar dentro dela e entraram.
Dentro da caverna, eles se separaram e acabam perdendo Pooh, que ficara preso em um buraco. Acreditando que Pooh fora devorado pelo jaulossauro, Leitão, Tigrão, Coelho e Ió continuam a busca e acabam encontrando Christopher Robin (que por sua vez tinha voltado da aula e estava procurando eles também). No final eles encontram Pooh e retornam ao Bosque.
No caminho, eles perceberam que eram de fato, mais corajosos do que acreditavam, mais fortes do que pareciam e mais espertos do que pensavam.

## Músicas
- Forever and Ever (Por Toda a Vida), Cantada por Marcelo Coutinho e Eduardo Fevereiro
- Adventure Is A Wonderful Thing (A Aventura Já Vai Começar), Cantada por Mauro Ramos
- If It Says So (Se Está Escrito, É Verdade), Cantada por Miguel Rosenberg
- Wherever You Are (Onde Você Está?), Cantada por Marcelo Coutinho
- Everything Is Right (Nada Pode Ir Mal), Cantada por Marcelo Coutinho, Eduardo Fevereiro, Miguel Rosenberg, Pedro Lopes e Mauro Ramos.
- Wherever You Are (Onde Você Está?) - Reprisar (Encerrando título) (Canção por: Barry Coffing e Vonda Shepard)

## Ficha técnica
- Marcelo Coutinho (Direção Musical)
- Maurício Seixas (Direção de dublagem)
- L.G.d'Orey (Supervisão Técnica)
- Antônio Pavlos Euthymiou (Tradução das Letras em Português)
- Double Sound (Estúdio de vozes e canções)
- Versão Brasileira produzida por: Disney Character Voices International (Brazil), Inc
- Manny Garcia Junior (Gerente de criação)